# الخيميائي الفولاذي
الخيميائي الفولاذي (鋼の錬金術師 هاغاني نو رينكِينجُوتسُوشِي)، يترجم في الدول الإنجليزية إلى (Fullmetal Alchemist) أي الخيميائي الفولاذي الكامل ويُترجم خطأ عادةً إلى الكيميائي المعدني الكامل هو اسم سلسلة مانغا من تأليف ورسم هيرومو أراكاوا، كانت متسلسلة في مجلة شونن ما بين أغسطس 2001 ويونيو 2010. قامت سكوير إنكس فيما بعد بتجميع فصول المانغا في 27 مجلد تانكوبون. عالم الخيميائي الفولاذي مصمم على غِرار الثورة الصناعية في أوروبا. في عالم خيالي حيث الخيمياء من أقوى التقنيات العلمية، تتبع القصة الأخوين إدوارد إلريك وألفونس إلريك، اللذان يبحثان عن حجر الفلاسفة ليستعيدا جسديهما بعد محاولتهما الفاشلة لتخطي الحدود ومحاولة إعادة أمهم للحياة.
تم صنع سلسلتيّ أنمي وفلميّ أنمي بواسطة إستوديو بونز مقتبسين من المانغا و10 روايات خفيفة. تم أيضًا صنع العديد من الأوفا وألعاب الفيديو والكتب التكميلية ولعبة بطاقات ودُمى على هيئة شخصيات السلسلة.
باعت مانغا الخيميائي الفولاذي حوالي 61 مليون نسخة لغاية 2013. في استفتاءين من تلفزون أساهي، تم التصويت على الأنمي كأفضل أنمي في كل الأوقات في اليابان.

## القصة
بعد رحيل والدهما الخيميائي فان هوهنهايم لأسباب غير معروفة ثم موت أمهما تريشا إلريك من مرض عضال بعد رحيله بسنوات، يقرر الأخوان إدورد إلريك وألفونس إلريك -الذان أتقنا الخيمياء من كتب أبيهما- الذان يسكنان في قرية ريزمبول في دولة أماسترس القيام بعملية التحويل البشري لإعادتها للحياة. يُأخذ من ألفونس جسده ومن إدورد رجله اليُسرى، ويضحي بيده اليُمنى ليربط روح أخيه في درع حديدية كانت بجانبه، فتقوم صديقة طفولتهما مهندسة الأوتوميل ببناء أوتوميل ليده ورجله. بعد الحادث، يأتي العقيد روي مستانغ ويُقنع إدورد بالانضمام للجيش والمضي قدمًا لاستعادة جسديهما، حيث سيتمكن من الولوج لمكتب الجيش الضخمة، وسيُسمح له بالسفر والبحث.
يصير إدورد بعد ذلك خيميائي دولة (国家錬金術師)، خيميائيون معينون للعمل في جيش ولاية أماترِس الذي قتل سكان ولاية إشبال في العقود الماضية. خلال عملهم في هذا المكان يُمنح للأخوين مميزات حصرية لكونهم خيميائيان، ويبدآن رحلة للبحث عن حجر الفلاسفة. خلال رحلتهم يكونون الكثير من الأصدقاء ويقابلون بعض الأعداء ويتضمن أولئك المستعدين للموت للعثور على الحجر. يقابل الأخوان سكار، خيميائي كان من أحد السكان القلائل الذي نجوا من مجزرة الجيش من إشبال والذي يريد الانتقام من خيميائي الولاية والهومنكولوس، مجموعة من الكائنات التي تشبه شكل البشري وتحتوي أجسادهم على جزء من حجر الفلاسفة ومنها يكسبون قدرتهم على النجاة من أي ضرر.

## السمات
السلسلة تستعرض المشكلات الاجتماعية. قصة سكار وحقده على جيش الولاية هو إشارة لشعب الأينو، الذين استحوذ أناس آخرون على أرضهم. بعض الذين أخذوا أرض الأينو كان من أصل أينو؛ هذه اللقطة مصورة في استخدام سكار للخيمياء لقتل الخيميائيين رغم أنها ممنوعة في ديانته. بيئة الأنمي مبنية على بيئة وشكل الحياة في الثورة الصناعية في أوروبا.

## الوسائط

### المانغا
مانغا الخيميائي الفولاذي كُتبت ورُسمت بواسطة هِيرومُو أراكاوا وتسلسلت في مجلة سكوير إنكس الشهرية شونن. نُشر أول فصل في إصدار المجلة لأغسطس 2001، واستمر إصدار الفصول إلى أن وصلت للعدد 108 في يونيو 2010. نُشرت قصة جانبية في إصدار أكتوبر 2010 لنفس المجلة. في إصدار يوليو 2011، نُشر النموذج المبدئي للمانغا. قامت سكوير إنكس بتجميع الفصول في 27 مجلد تانكوبون، وأُصدر أول مجلد في 22 يناير 2002 والأخير في 22 نوفمبر 2010. في 22 يوليو 2011 بدأت سكوير إنكس بإعادة نشر الفصول بصيغة كانزينبان.
تُرجمت المانغا إلى عدة لغات منها الإنجليزية (كان هناك 3 ترجمات رسمية إنجليزية) والبولندية والفرنسية والبرتغالية والإيطالية والكورية.

### الأنميات
تم تحويل العمل لسلسلتي أنمي، السلسلة الأولى تحمل نفس اسم المانغا وبدأ عرضها في 2003 ولكن قصتها تختلف عن المانغا بسبب عدم اكتمال المانغا آنذاك. أما السلسلة الثانية فحملت اسم الخيميائي الفولاذي FULLMETAL ALCHEMIST وبدأ عرضها في 2009، وقد بنُيت على المانغا دون أي تغيير. تم إنتاج فلمين متعلقين؛ فلم الخيميائي الفولاذي: احتلال شامبلا المبني على قصة السلسلة الأولى والخيميائي الفولاذي: نجمة ميلوس المقدسة المبني على قصة السلسلة الثانية.

## طاقم إنتاج الأنمي

### السلسلة الأولى
- الإخراج: سيجي ميزشيما
- تحرير القصة: شو أيكاوا
- تصميم الشخصيات، إخراج الرسوم المتحركة الرئيسي: يوشيوكي إيتو
- الموسيقى: ميتشيرو أوشيما
- إنتاج الموسيقى: أنيبليكس
- إخراج الصوت: ماسافمي ميما
- إنتاج الرسوم المتحركة: بونز
- إنتاج: أنيبليكس، MBS

### السلسلة الثانية
- الإخراج: ياسهيرو إيريه
- تأليف النص الرئيسي: هيروشي أونوغي
- تصميم الشخصيات، إخراج الرسوم المتحركة الرئيسي: هيروكي كانو
- تصميم الأزقّة: toi8
- تصميم دوائر التحويل: شينجي أراماكي
- الموسيقى: أكيرا سنجو
- إنتاج الموسيقى: أنيبليكس
- إخراج الصوت: ماسافُمي ميما
- إنتاج الرسوم المتحركة: بونز
- إنتاج: أنيبليكس، MBS